# 飓风伊万对小安的列斯群岛和南美洲的影响
飓风伊万对小安的列斯群岛和南美洲的影响為共计45人死亡，经济损失超过12.47亿美元（2005年美元，相当于2025年的18.5億美元），其中又以格林纳达最为严重，是近半个世纪以来当地受飓风破坏最为严重的一次。这场风暴源于10月5日的一股东风波，之后经爆发性增强成为大型飓风，于9月7日以每小时205公里风速在小安的列斯群岛以南近海掠过。当时飓风中心向外延伸260公里外风力仍有热带风暴强度，向外延伸110公里外风力则有飓风强度，风眼的北部也在格林纳达上空经过。
受创最为严重的格林纳达遭受了价值高达11亿美元（2004年美元，相当于2025年的17.7億美元）的破坏，相当于该国两年的。飓风令超过1.4万户民房受损，其中30%被彻底摧毁，导致约1.8万人无家可归，岛上共有39人遇难。委内瑞拉北部因伊万致使至少3人丧生，还造成了中等程度破坏。特立尼达岛和巴巴多斯各有一人死亡，风暴名称“伊万”（Ivan）也因此予以退役。

## 防灾措施
风暴持续初期，美国国家飓风中心对其行进路径的预计比实际情况更为偏北。9月5日晚，巴巴多斯政府向该国管辖地区发布了飓风观察预警。之后不久，圣卢西亚收到了飓风观察预警，格林纳达及其附属地区都收到了热带风暴观察预警。随着飓风朝南小安的列斯群岛逼近，越来越多的岛屿收到了观察预警，到伊万最终经过该群岛前24小时，巴巴多斯、圣文森特和格林纳丁斯、圣卢西亚、多巴哥岛和格林纳达都处在飓风警告生效状态下，特立尼达岛也处于热带风暴警告生效状态。由于伊万的实际路径比之前的预计偏南，偏北面一些岛屿上的飓风警告相应降级为热带风暴警告，到9月7日晚飓风风眼从格林纳达附近经过时，圣文森特和格林纳丁斯、特立尼达岛、多巴哥岛以及格林纳达都处于飓风警告生效状态。之后委内瑞拉北海岸到哥伦比亚的瓜希拉半岛之间地区都收到了热带风暴警告。
生活在法尔孔州、苏克雷州和玛格丽塔岛沿海地区的委内瑞拉公民转移到了更加安全的地点，成千上万的居民因这场飓风而撤离。迈克蒂亚西蒙·玻利瓦尔国际机场以及另外三所内地机场予以关闭。委内瑞拉石油公司暂时关闭了位于库拉索的炼油厂，还有两个港口短暂封闭，导致石油交货两次受到延迟。瓦莱罗能源关闭了设立在阿鲁巴的最大规模炼油厂。特立尼达及托巴哥的石油公司在飓风来袭前停止采油，并将海上钻井平台的工作人员撤离，大西洋液化天然气公司中止了天然气出口。托巴哥开设了七个避难所，约有560人前去躲避，其中大部分是低洼地区居民。此外，风暴途经当天，大部分学校和商户都予以关闭。该国的两所主要机场也予关闭，还有一家航空公司取消了所有的航班。
格林纳达有上千人疏散到应急避难所，其中包括生活在首都低洼地区的数百位居民。一些避难所在飓风来袭期间受到破坏，在其中躲避的灾民为此不得不逃往别处。总体来说，该国居民对官方的建议和公告没有采取多少行动，这在一定程度上导致岛上死亡人数较多。圣文森特和格林纳丁斯有上千位居民撤离到了28个应急避难所。巴巴多斯政府关闭了学校和政府大楼，并在飓风来临前开设避难所。为了尽量降低风险，岛上的电网也暂时予以关停。圣卢西亚开设了4个避难所，许多人在风暴来袭期间前来躲避。

## 影响

### 委内瑞拉、特立尼达和多巴哥，以及群岛
飓风伊万给委内瑞拉北部沿海带去了强降雨和约4米高的风暴潮，有60套民房受到破坏。玛格丽塔岛上出现的持续风速最强，达到每小时42公里，法尔孔州、瓦尔加斯州、阿拉瓜州、卡拉波波州和安索阿特吉州受到的影响最为严重。汹涌的海浪令十艘船只倾覆，多个海滩被迫封闭，有一人在冲浪时淹死。内陆地区还有两人因河流泛滥溺水而死，卡拉卡斯附近另有一人死于强风导致的墙壁倒塌。风雨交加之下，共有21套房屋被毁，还掀开了多个屋顶，1376人受到影响，其中80人无家可归。此外还出现了停电和缺水的报道。整场飓风共造成该国127人受伤，报告的死亡人数则在3到5人不等。起初还有新闻报道称近海的三艘船上共有28人失踪。
多巴哥出现了时速74公里的中等强度阵风，刮倒了一些树木，导致7个村庄停电，超过30%的地区失去了电力供应。该岛有20个村庄受到不同程度和形式的破坏，至少45户民宅失去了屋顶。飓风直接对当地近千人产生影响，致使22人流离失所，还有一位女性因被风刮倒的树木砸中导致伤重不治。海浪估计高达20米，导致至少一幢房屋倒塌并掉落大海。非正式统计数据显示，岛上在风暴经过期间的降雨量最高达到411毫米，引发了几起泥石流。加上此外出现的一些农作物受损的报道，多巴哥受到的总体损失约为490万美元（2004年美元，相当于790萬2025年美元），不过与其邻近的特立尼达岛受到的破坏很小。
仍在继续增强的飓风伊万于9月9日在ABC群岛以北约130公里处经过，狂风吹飞了屋顶的瓦片，还产生了强烈的涌浪，多个沿海设施受到影响。风暴中逐渐发展的螺旋状雨带给阿鲁巴带去了倾盆大雨，导致了洪灾和价值110万美元（2004年美元，相当于177萬2025年美元）的结构性破坏。

### 格林纳达

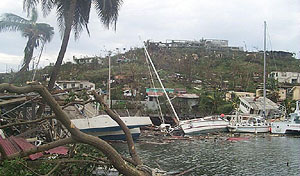
格林纳达受到的破坏

飓风伊万从格林纳达之南近海掠过，给岛上带去了狂风，萨林斯角国际机场测得的持续风速达到每小时195公里，阵风时速更高达215公里，风暴途经期间的降雨量达到134毫米。该国的六个区中偏南面的四个所受打击最为严重，这四个区中包含全国80%的人口。
强风对格林纳达的超过1.4万个家庭造成影响，全国90%的房屋受损，其中30%被彻底摧毁。首都圣乔治受到严重破坏，所有的主要建筑不是受损就是被毁。整个岛上85%的建筑物在伊万途经期间受损或被毁，其中包括该国的紧急行动中心和一幢建于17世纪的监狱，许多囚犯因此得以在风暴来袭期间短暂逃离。全国有75所小学或中学受损或被毁，仅有两所仍然可以展开教学工作。整个格林纳达的电力和自来水供应全部中断。
旅游业也受到负面影响，估计有60%的酒店房间受损。狂风吹倒了岛上80%的肉豆蔻，其它农作物损失在60%到90%不等。估计有1.8万人在这场飓风过后流离失所，还有约700人受伤。伊万是继1955年的飓风珍妮特以来对格林纳达破坏最为严重的飓风，该国共有39人遇难，经济损失达11亿美元（2004年美元，相当于17.7億2025年美元），相当于其两年的国内生产总值，其中约45%属于房屋毁损。

### 圣文森特和格林纳丁斯、巴巴多斯和其他地区
圣文森特和格林纳丁斯沿岸部分区域的浪高达到6米，冲毁了两套民房，风暴潮摧毁了19户家宅，另有40套受损。尤宁岛（Union Island）上有一家医院的屋顶受损，该岛北部受到海浪的严重破坏。棕榈岛（Palm Island）和卡里亚库和小马提尼克也受到了中等程度的破坏。岛上超过三分之二的区域因狂风导致停电，香蕉作物也受到破坏。该国共计遭受了4000万美元的损失（2004年美元，相当于6452萬2025年美元）。
巴巴多斯出现的最大持续风速为每小时112公里，阵风时速达到149公里，许多树木和屋顶受损。共计有531套房屋受损，其中43套被完全摧毁。此外还有4间酒店受到一定程度的破坏。岛上大部分区域停电，但在政府部门的迅速响应下很快就得以恢复。风暴带来的降水较少，大部分地区降雨量不足25毫米。风暴潮和海浪导致海岸受到侵蚀，大部分沿海公路严重受损。该国有一人丧生，受到的损失估计超过500万美元（2004年美元，相当于807萬2025年美元）。
圣卢西亚南部沿海地区因强风和大浪而出现中等程度破坏，多套房屋受损，香蕉作物也受到损失，还出现了一些屋顶受到轻度破坏的报道。全岛受到经济损失共计约为260万美元（2004年美元，相当于419萬2025年美元），还有三人因飓风受到重伤，不过幸运的是没有出现人员伤亡。多米尼克出现的风速达到每小时69公里。马提尼克和瓜德罗普西南部受到飓风所产生大浪的轻度破坏。
与其他地区不同的是，开曼群岛在飓风伊万来袭前没有中断电力供应。9月12日凌晨1:40左右，供电系统完全瘫痪。发电厂和供电线路都受到破坏，其中输电线路、配电站和配电网受到的影响较为严重。此外，距海岸457米的海底电缆也受到了破坏。

## 善后
巴巴多斯政府设立飓风伊万住房恢复计划，为那些没有可用资金的灾民修复或重建成了190套房屋，约90户家庭申请了小幅但需立即着手进行的修整，其他则需要大规模的重建。这一计划于2006年初结束，共计耗费500万美元（2004年美元，相当于807萬2025年美元）。

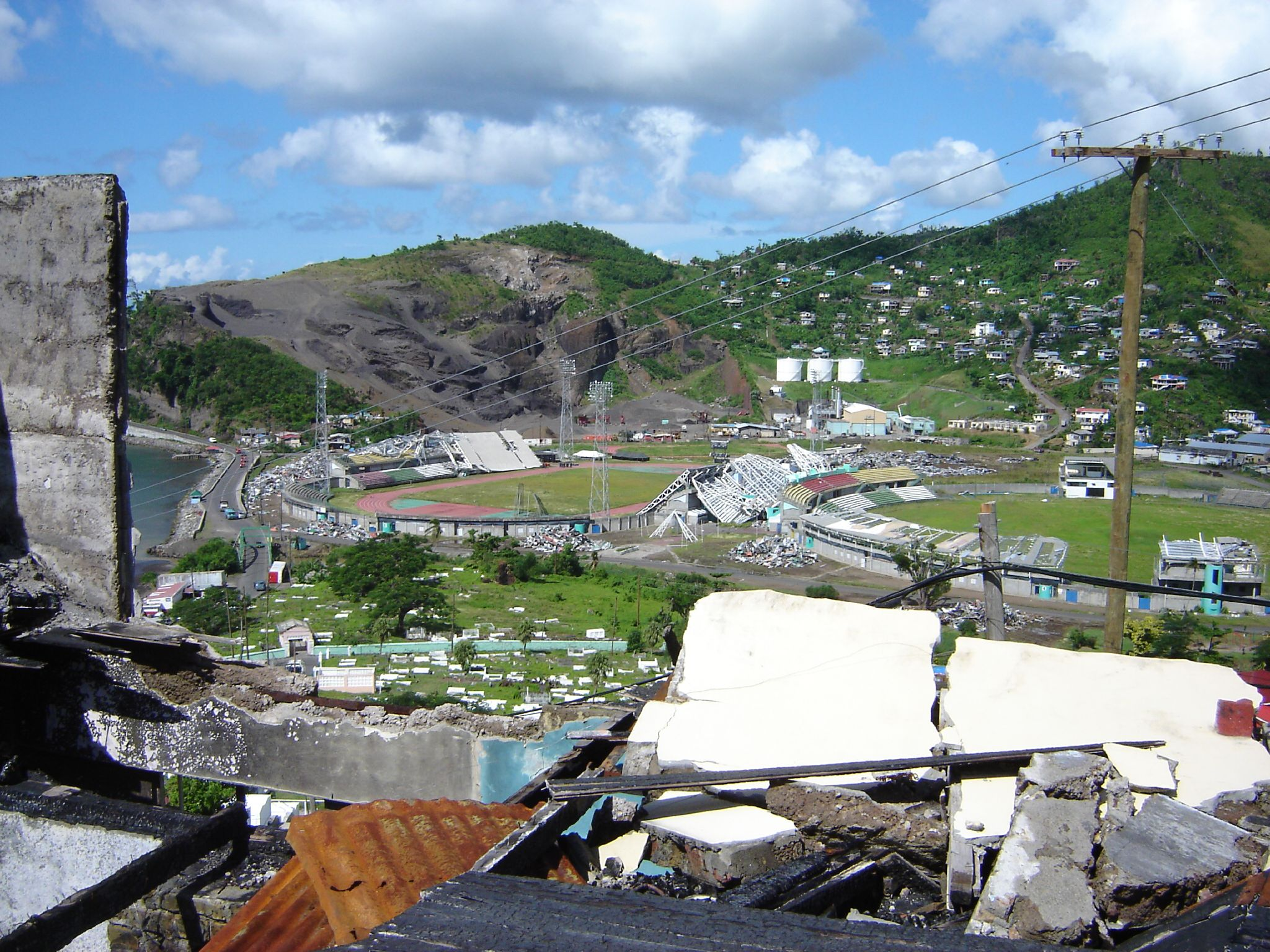
格林纳达受到的破坏

多个邻国对格林纳达展开灾后援助。圭亚那政府运来了价值约25万美元（2004年美元，相当于40.3萬2025年美元）的糖，还有100名该国军人协助重建，恢复秩序。特立尼达及托巴哥派出190名警察，安圭拉政府送来1230箱饮用水。加勒比国家组成的委员会意识到地方政府无法提供格林纳达在善后工作中所需要的资源，于是向国际社会寻求援助。美国国际开发署在飓风伊万经过格林纳达南部不到一天后就调配了约256吨饮用水，500卷塑料布，四个容量1万升的储水囊，以及一套净水设备，之后数星期内，美国国际开发署共计提供了600万美元（2004年美元，相当于968萬2025年美元）的援助，主要用于重建和恢复。飓风过后的几个星期时间里，欧洲联盟委员会人道主义援助办公室提供了300万欧元的援助。一年后，当地的住房重建和防灾准备工作由于由于受到飓风艾米莉的冲击而仍然面临困难，欧联委员会人道主义援助办公室为此在2005年9月再次向格林纳达提供了120万欧元的援助。飓风过去九个月后，中华人民共和国政府在与格林纳达总理举行会晤后开始向该国提供重建援助并处理外债，2007年，中国政府出资在圣乔治附近建设了一个耗资4000万美元（2007年美元，相当于5878萬2025年美元）的板球体育场。2005年7月，加勒比开发银行接受格林纳达政府的请求，向该国提供了1000万美元（2004年美元，相当于1613萬2025年美元）的贷款，主要用于协助住房、商业和环境领域的长远发展。格林纳达的应急救灾工作得到泛美救灾响应工作组的协调，于2005年7月中止。
飓风过去后的几天内，格林纳达紧急行动中心暂时阻止救援物资入境，以求确保这些物品的安全，不过这一做法很快就予以取消，多架载有物资的飞机在日间飞抵重新开放的机场。风暴过后立即出现了严重的抢劫犯罪事件，警察部门为此对夜间实行宵禁。飓风过后的第一个星期里，由于没有行之有效的援助分配制度，灾民获得救灾物资的进度很慢。30个官方避难所和另外准备的17个避难所一共安置了5000位灾民。数以千计的居民因这场飓风失业，所有的企业都在风暴后关停。飓风来袭两个月后，有65所学校已经重新开放，其中有一些主要用作避难所，岛上的供电和供水也陆续恢复。风暴过境一年后，所有的学校都已恢复工作，大部分建筑物都已经过临时性的修整。官方估算认为，岛上约有1万套房屋需要彻底重建，还有另外2.2万套需要修理。格林纳达政府计划在飓风过后的一年内重建1000套住房。此外，飓风过后当地还有数人死亡，其中大部分是老年人。